# Dragutin Pasarić
Dragutin „Dragec” Pasarić  (Repušnica, 28. siječnja 1948.  – Kutina, 27. veljače 2021.), bio je hrvatski publicist, povjesničar, kulturni djelatnik, novinar, prevoditelj i predsjednik kutinskoga ogranka Matice hrvatske.

## Životopis
Rodio se 1948. u Repušnici u obitelji otca Ivana, sudskoga službenika rodom iz Osekova, i majke Marije djevojački Benc, domaćice podrijetlom iz Pristave kraj Krapine, rođene i odrasle u Repušnici. Dragutin je najstarije dijete, a dobili su još Ljubicu, koja je postala specijalistica fizijatrije i liječnica i Ivicu. Otac Ivan svirao je trubu u puhačkom orkestru. Osnovnu školu Dragutin je pohađao četiri razreda u Repušnici, četiri u Kutini, u kojoj je poslije pohađao gimnaziju društvenoga smjera. U gimnaziji je s kolegicom organizirao literarne i dramske susrete. Premda izabrao je studij povijesti i zemljopisa na Pedagoškoj akademiji u Petrinji, život mu je profesionalnu orijentaciju odredio u drugome pravcu. 

Honorarno je radio na Radiju Kutina, na kojemu je prošao na audiciji za spikera. Čitao je vijesti i najavljivao priloge. Spletom okolnosti snimao je izvješća za emisiju o poljoprivredi i prošao cijelu Moslavinu. Vodio je Voloderske jeseni, u koje se brzo uključio i organizacijski, i kao scenarist i redatelj. U tu je manifestaciju unio kajkavštinu, i kao autor stihova izvođenih na festivalu. Općenito je bio prvi animator kulture toga kraja. Za više je moslavačkih manifestacija osmislio imena i napisao im himne. Više Pasarićevih stihova je uglazbljeno. Uključio se u rad Matice hrvatske. Novo radno mjesto dobio je u Petrokemijinu Centru za informiranje. Napisao je jednu kozeriju zbog koje su protiv njega napisan optužni prijedlog, ali je odbačen kao neutemeljen. U Centru za informiranje radio je kao novinar suradnik do 1990. godine (odnosi s javnošću). Studirao je povijest uz rad. Studij je završio na Filozofskom fakultetu u Zagrebu. Nakon demokratskih promjena rukovoditeljem je Centra za informiranje Petrokemije, a ubrzo i predsjednik sindikalne komisije za kulturu Petrokemije i cijele Ine. Tih godina već je bio poznati kulturni djelatnik, pisao je i tiskao svoje knjige, reportažne zapise. Postao je urednik Moslavačkih razglednica. Surađivao sa župnikom Slonjšakom u sklopu vjerskoga časopisa Ideja, koji je bio za cijelu Moslavinu. Pasarić je vodio župne kronike. 1991. godine izabran je za predsjednika Matice hrvatske u Kutini i dužnost je obnašao u više mandata. U Domovinskom ratu bio je ratni izvjestitelj sa zapadnoga slavonskoga bojišta za Hinu, Vjesnik, HRT te za mjesne medije [[Moslavački list]] i Radio Moslavinu.

Bio je odgovorni urednik vojnoga glasila Operativna grupa Posavina – Hrvatski branitelj. Uredio je više knjiga u svezi s Domovinskim ratom. 

Napisao je literarni dnevnik Zvonici drevni, zvonici dnevni, posvećen crkvi u Repušnici.

2004. osnovao je izdavačku kuću Spiritus movens čiji je voditelj.

U Petrokemiji je otišao u mirovinu 2008. godine. 

U svojoj izdavačkoj kući objavio je osamdesetak djela, uglavnom iz zavičajnoga milleua i vjerskoga života. Na poticaj supruge, koja je djelovala u amaterskom kazalištu, preveo je na hrvatski s talijanskoga knjigu o Sluzi Božjem Bonifaciju Pavletiću, u suradnji s msgr. Stankovićem i Kršćanskom sadašnjošću. Poslije im se u radu pridružila s. Mirjam Kuštreba. Zajedno su promicali Pavletićev rad i objavili su sedam knjiga, a Pasarić je napisao i himnu bratu Bonifaciju koja je uglazbljena.

Kroz rad u Matici hrvatskoj podignuli su spomenik Gustavu Baronu, u spomen na nj osmislili su Kutinske dane znanosti i umjetnosti, podignuli su spomen-poprsje Bonifaciju Pavletiću u Kutini, obnovili kameni križ - dar Gustava Barona Kutini, izrađen po nacrtu Hermana Bollea, osmislili Bonifacijev Božić u Zbjegovači.

Umro je, nakon duge i teške bolesti, 27. veljače 2021. godine u 73. godini života.

## Djela
ovo je dijelomičan popis
- 25 godina u domovini Škrleta - MoslaVINA  Spiritus movens, 2019.
- 50 godina Petrokemije d.d. Kutina, Osijek: Gradska tiskara, 2018.
- Glasnik sv. Josipa : članci u nastavcima o bratu Ivanu Bonifaciju Pavletiću Spiritus movens, 2014. Tiskara Zelina (Sv Ivan Zelina) – zajedno s Passerini Marianom i Kuštreba Mirjam.
- 40 godina Petrokemije d.d.   Spiritus movens, 2008., Čakovec: "Zrinski"
- 56. bojna - ponos Kutine, Spiritus movens, 2006.[3]
- Kutina: povijesno-kulturni pregled s identitetom današnjice Kutina: Matica hrvatska, 2002. (Zagreb : ITG : "Puljko")

## Nagrade, priznanja
Nagrađen je i pohvaljen:
- 1987. – Matko Peić nazvao je Pasarića animatorom kulture čiju je veličinu djelovanja u Moslavini nemoguće dostići
- 1993. – Godišnja nagrada Grada Kutine
- 1997. – Spomenica domovinske zahvalnosti
- 2003. – Nagrada Grada Kutine za životno djelo
- 2004. – Zlatna povelja Matice hrvatske
- 2014. – Priznanje Ogranka Sisačko-moslavačke županije Hrvatskoga novinarskog društva, za 45 godina rada u novinstvu
- 2018. – dobio je Nagradu Sisačko-moslavačke županije za životno djelo[4]